# Michael Turner
Michael Turner (ur. 29 lipca 1949 r. w Los Angeles) – amerykański astrofizyk-kosmolog teoretyk, autor pojęcia „ciemna energia”'.

## Życiorys
Uzyskał doktorat na Uniwersytecie Stanforda, potem został profesorem na University of Chicago.